# Canavalia concinna
Canavalia concinna là một loài thực vật có hoa trong họ Đậu. Loài này được J.D.Sauer miêu tả khoa học đầu tiên.